# Kameni (chanteuse)
Kameni, de son vrai nom Kate Ebude Kameni, née le 9 mars 1993 à Bafang dans la région de l’Ouest du Cameroun, est une chanteuse, auteure-compositrice et rappeuse camerounaise.

## Biographie

### Enfance et débuts
Kameni naît le 9 mars 1993 à Bafang et grandit dans la ville de Limbé dans la région du Sud-Ouest du Cameroun. Elle fait ses études secondaires au Lycée Bilingue de Limbé, et ses études supérieures à la Higher Institute of Management Studies (HIMS) à Buéa, où elle obtient une licence en marketing.

### Carrière
Elle fait ses premiers pas dans la musique à l'âge de 14 ans à travers des vidéos, des interprétations et des petits freestyles, qu’elle poste sur sa page Facebook et sur YouTube. Elle  se fait connaitre en 2019 à travers la vidéo de son freestyle Mashup dans lequel elle reprend des titres d’artistes tels que Locko, Teni et Burna Boy. La vidéo totalisera plus de 30 000 vues en un mois. Kameni signe ensuite avec le Label Mate Gomez et sort son premier single intitulé Boss, puis un deuxième intitulé Nayo nayo qui connait un grand succès. Quelques mois plus tard, elle revient avec une collaboration avec son mentor Mr Leo sur le titre Lover.
Son tout premier EP intitulé Love & Hustle sort en juillet 2020. Love & Hustle est un projet de 6 titres dans lequel on retrouve les chansons Ghetto, Tombé et Sweet Mama.

## Discographie

### EP
- 2020: Love and Hustle

### Singles
- 2019: Mashup, pt. 1 (Locko, Stanley Enow, Tzy Panchak, Mr Leo)
- 2019: Mashup, pt. 2 (Burna Boy, Teni, Locko)
- 2019: Boss
- 2019: Nayo Nayo
- 2019: Pain killer
- 2019: Nobody Has to Know
- 2019: Soulever (feat Gomez, Mr Leo)
- 2019: Pkoyo
- 2020: Merci
- 2020: Sissiah feat Mink's
- 2020: Ghetto
- 2020: Touch me
- 2020: Tombé
- 2020: Zero corona
- 2020: Announcement
- 2020: Sweet mama
- 2021 : Amin (feat Tzy Panchak, Stanley Enow)
- 2021 : Bolo